# Dooddoener (stijlfiguur)
Een dooddoener (of machtspreuk) is een nietszeggend argument  dat een gesprek van het onderwerp afbrengt, waardoor een verdere gedachtewisseling wordt afgesneden, het dood doet slaan.
Een dooddoener kan bij een gesprek ook gebruikt worden om de gesprekspartner subtiel te waarschuwen dat deze lang genoeg aan het woord is geweest.
Enkele voorbeelden:
- Waarom? Daarom!
- Na "Als" ("As"):
  - As is verbrande turf.
  - As ligt tegen Ternat.
  - Als de hemel valt, hebben we allemaal een blauwe hoed.
  - Als mijn tante een snor had, was het mijn nonkel.
  - Als onze kat een koe was, dan molk ik ze achter de stoof.
- Het is gewoon een kwestie van smaak.
- Dat mag jij vinden.
- Ach ja, zo heeft iedereen wel wat.
- Tsja, alles is relatief.
- Het is wat het is.
- Dat zal wel loslopen.